# 平龙水库
平龙水库，位于中国广西壮族自治区贵港市覃塘区蒙公镇境内，是鲤鱼江上游上的一座大（2）型水库。于1957年动工兴建，1958年竣工蓄水。水库控制流域面积256平方千米，库容1.25亿立方米，水面面积1122平方千米。主坝为粘土心墙土坝，最大坝高28.5米，坝长300米，坝顶宽5米。水库具有多年调节功能，以灌溉为主，兼顾发电、防洪。水库灌溉耕地9466.7公顷，坝后电站装机容量1315千瓦，年发电量400万千瓦时。